# Alternanthera suessenguthii
Alternanthera suessenguthii là loài thực vật có hoa thuộc họ Dền. Loài này được Covas mô tả khoa học đầu tiên năm 1939.